# Narodna republika
Narodna republika je uglavnom naziv mnogih real-socijalističkih političkih sustava.
Unatoč njihovim nazivu u tim zemljama ne postoji demokracije i pluralizam u užem smislu, nego se radi o jednostranačkim sustavu, u kojoj se politička moć isključivo u rukama autokratski vladajuča komunističke partije. 
„Narodnim republikama“ su se nazivale do raspada komunizma u Europi primjerice, Bugarska, Mađarska i Poljska.
U današnjici taj naziv nose Kina, Sjeverna Koreja, Alžir, Bangladeš i Laos. 

## Kritika
Kritičari pojam „Narodna republika“ nazivaju često eufemizmom, dakle uljepšavajučim nazivom za diktaturu.